# Discrétion assurée
Ne doit pas être confondu avec Indiscrétion assurée.
Pour plus de détails, voir Fiche technique et Distribution.
Discrétion assurée (No Questions Asked) est un film américain réalisé par Harold F. Kress, sorti en 1951, avec Barry Sullivan, Arlene Dahl, George Murphy et Jean Hagen dans les rôles principaux.

## Synopsis
Steve Kiever (Barry Sullivan) est un jeune avocat travaillant pour une compagnie d'assurances. Il souhaite obtenir de l'avancement afin de contenter les goûts de luxe de sa petite amie, Ellen (Arlene Dahl). Cette dernière, de retour de voyage, se dérobe une nouvelle fois à la proposition de mariage de Kiever.
Pour accéder aux rêves de luxe de sa promise, Kiever prend au mot une proposition de son patron qui, pour éviter de payer une grosse prime d'assurance à une entreprise, souhaite négocier avec les voleurs et échanger une partie de la prime contre la marchandise. Il sert d'intermédiaire et réussit sa mission. Il utilise la récompense offerte par son patron pour acheter une bague de fiançailles à Ellen et découvre alors que cette dernière vient de partir en Europe avec son mari, un homme qu'elle vient de rencontrer lors de son précédent voyage.
Déçu, Kiever démissionne. Aidé de sa secrétaire Joan (Jean Hagen), il devient l'intermédiaire des truands et multiplie les opérations lucratives, ce qui lui vaut les foudres de l'inspecteur de police Matt Duggan (George Murphy) et du détective O'Bannion (Richard Anderson). Et le retour prochain d'Ellen va perturber ces projets.

## Fiche technique
- Titre français : Discrétion assurée
- Titre original : No Questions Asked
- Réalisation : Harold F. Kress
- Scénario : Sidney Sheldon et Berne Giler
- Photographie : Harold Lipstein
- Montage : Joseph Dervin
- Musique : Leith Stevens
- Direction artistique : Cedric Gibbons et Paul Groesse
- Décors : Edwin B. Willis
- Producteur : Nicholas Nayfack (en)
- Société de production : Metro-Goldwyn-Mayer
- Pays d'origine :  États-Unis
- Langue originale : anglais
- Genre : Film policier, film noir
- Durée : 80 minutes
- Dates de sortie :
  - États-Unis : 15 juin 1951
  - France : 21 mars 1952

## Distribution
- Barry Sullivan : Steve Keiver
- Arlene Dahl : Ellen Sayburn Jessman
- George Murphy : inspecteur de police Matt Duggan
- Jean Hagen : Joan Brenson
- Richard Anderson : détective Walter O'Bannion
- Moroni Olsen : Henry Manston
- Danny Dayton (en): Harry Dycker
- Dick Simmons : Gordon N. Jessman
- Howard Petrie : Franko
- William Phipps : Roger
- William Reynolds : Floyd
- Mauritz Hugo : Marty Callbert
- Mari Blanchard : Natalie
- Robert Sheppard : Detective Eddie
- Michael Dugan : Detective Howard
- Howland Chamberlain : Beebe
- Richard Bartlett (en) : Betz
- Robert Osterloh

Et, parmi les acteurs non crédités :
- Tol Avery
- Madge Blake
- John Eldredge
- Bess Flowers
- Joe Gray (en)
- Don Haggerty
- Franklyn Farnum
- Nan Leslie (en)
- George Magrill
- Juanita Moore
- Suzanne Ridgeway (en)
- Bert Roach
- Herb Vigran
- Robert J. Wilke
- Wilson Wood (en)